# Каракудук (Амангельдинский район)
Каракудук (каз. Қарақұдық) — село в Амангельдинском районе Костанайской области Казахстана. Входит в состав Амантогайского сельского округа. Находится примерно в 35 км к северо-востоку от села Амангельды. Код КАТО — 393437500.

## Население
По данным 1999 года, в селе не было постоянного населения. По данным переписи 2009 года, в селе проживали 53 человека (24 мужчины и 29 женщин).